# کنت زوهوره
کنت زوهوره (انگلیسی: Kenneth Zohore؛ زادهٔ ۳۱ ژانویهٔ ۱۹۹۴) بازیکن فوتبال اهل دانمارک است.
از باشگاه‌هایی که در آن بازی کرده‌است می‌توان به باشگاه فوتبال بروندبی، باشگاه فوتبال گوتبورگ، باشگاه فوتبال کپنهاگن، باشگاه فوتبال کاردیف سیتی و باشگاه فوتبال فیورنتینا اشاره کرد.
وی همچنین در تیم‌های ملی فوتبال دانمارک بازی کرده‌است.